# ロコモコ
ロコモコ （英語: Loco Moco）は、白飯の上にハンバーグと目玉焼きを乗せ、グレイビーソースまたはドミグラスソースをかけたハワイ料理。日本では「ロコモコ丼」と呼ぶこともある。

## 概要
飯の上にハンバーガーパティと目玉焼きを乗せ、グレイビーソースをかけたものが基本であるが、日本で提供されるものはドミグラスソースが多い。近年は照り焼きチキンやマヒマヒ（シイラ）などハンバーグ以外の具材を用い、それに合わせたソースなどのアレンジを加えたものを「～ロコモコ」と称する例もある。こうしたバリエーションを持つ新しい店では、レタスなどの生野菜が追加されることもある。
もとは学生向けの安価なファーストフードだったが、ハワイの郷土料理としての色彩も濃くなってきている。

## 起源
ロコモコのルーツは諸説あるが、1940年代にハワイ島のヒロで『リンカーングリル』という小さなレストランを営んでいたナンシー・イノウエによって発案されたとされている。近所のリンカーン・レッカーズ・スポーツクラブの10代の会員達が、サンドウィッチとは違う、安くてすぐに食べられるメニューを作って欲しいと頼んだのがきっかけとなり、飯をよそった丼に焼いたハンバーガー・パティを載せ、若者向けの安価な食事として出したというのである。
"Loco" とはスペイン語でイカレた奴、あるいはLocal（地元）との掛詞で、このレストランの常連の高校生のひとりのあだ名が「クレージー」であったため、同じグループのスペイン語を学んでいたメンバーが"Loco"という語を充てたとも言われている。また、"moko" にはハワイ語で入り乱れる、混ざるという意味があるが、この料理名への関連は薄く、単に語呂がよかったので定着したというところであろう。
ロコモコはハワイ以外の地でもポピュラーな料理となっている。マスコミでの紹介も頻繁に行われ、今ではファミリーレストランや、一般店舗の惣菜売り場に並ぶのがみられる。